# スペシャルライブ2023 「婦人の肖像 (Portrait of a Lady)」 at 鎌倉芸術館
『スペシャルライブ2023 「婦人の肖像 (Portrait of a Lady)」 at 鎌倉芸術館』（スペシャルライブ2023 ふじんのしょうぞう ポートレイト・オブ・ア・レディー アット かまくらげいじゅつかん）は、原由子のライブ・ビデオ。2023年6月7日にDVDとBlu-rayで発売。発売元はタイシタレーベル / JVCケンウッド・ビクターエンタテインメント / SPEEDSTAR RECORDS。

## 背景
2022年にリリースした31年ぶりのソロアルバム『婦人の肖像 (Portrait of a Lady)』を携えて、2023年3月6日・7日に鎌倉芸術館で13年ぶりに行ったワンマンライブの模様を完全収録した作品。この公演は当初、映像作品にする予定はなかったが、圧倒的な感動と興奮の渦に包まれるが如く映像化の話が進行していき、ライブを観ることが出来なかった多くのファンの希望に応えつつ「今この時代に残すべき映像」として、原のソロキャリアでは初となるライブ映像作品のリリースが決定した経緯がある。

## リリース
Blu-rayとDVDと共に通常盤と完全生産限定盤の計4形態で発売され、完全生産限定盤にはボーナストラックとして「ヤバいね愛てえ奴は」「鎌倉 On The Beach」「スローハンドに抱かれて（Oh Love!!）」のミュージック・ビデオと、アルバム制作とライブの舞台裏に密着した映像と共に原自身が一連の活動について語った『Making of "婦人の肖像 (Portrait of a Lady)"』が収録される。また、付録として『スペシャルライブ2023 “婦人の肖像 (Portrait of a Lady)” フォトブック』が封入されている。
先着予約購入特典として「原 由子 『スペシャルライブ 2023「婦人の肖像 (Portrait of a Lady)」at 鎌倉芸術館」』特製レターセット」が購入者にプレゼントされる。

## プロモーション
2023年5月17日からは「鎌倉 On The Beach」を皮切りに一部収録曲の演奏の模様をサザンオールスターズの公式YouTubeチャンネルにて配信した。また、5月20日からはリリースまでの間に様々な曲のライブ映像が1分の縦動画として公開されていく企画を実施した。ショート動画の配信はサザンのYouTubeチャンネルではこれが初の試みとなった。
“聴覚からもライブ体験を”という理由で、5月17日正午から「鎌倉 On The Beach」のライブ音源が全国のラジオ局にて期間限定でオンエアされた。オンエア期間は梅雨時期に合わせて6月30日23時59分までとなっている。
アルバムのプロデューサーであり原の夫でもある桑田佳祐がレギュラー出演しているラジオ番組『桑田佳祐のやさしい夜遊び』（TOKYO FM）では、2023年6月10日・17日放送分のスペシャルゲストとして原、斎藤誠、曽我淳一が出演し「原 由子 ライブ Blu-ray＆DVDリリース記念!! 『婦人の肖像（Portrait of a Lady）』 ライブもアルバムも語り尽くそう! 座談会!!」と題した企画を実施した。

## チャート成績
音楽作品のDVDとBDを合算した週間ミュージックDVD・BDランキングでは初週0.8万枚（DVDが0.2万枚、BDが0.6万枚）で初登場1位となった。1956年12月11日生まれの原は66歳6カ月での1位獲得となり、竹内まりやの65歳8カ月（2020年11月30日付）を更新した。記録の3番手には浜崎あゆみの43歳11カ月（2022年8月29日付）が付けている。同年5月には夫の桑田が『お互い元気に頑張りましょう!! -Live at TOKYO DOME-』で同チャートの1位を獲得しており、サザンオールスターズのメンバーの中で、2名のソロアーティストが二か月連続1位を決める珍しい事象として話題となった。

## 収録曲

### 共通
- カッコ内は初版発売年。

1. 鎌倉物語（1985年）
サザンオールスターズの楽曲。
2. 涙の天使に微笑みを（1997年）
3. 少女時代（1991年）
4. 千の扉〜Thousand Doors（2022年）
5. オモタイキズナ（2022年）
6. 花咲く旅路（1991年）
7. 旅情（2022年）
8. 京都物語（2010年）
9. 恋は、ご多忙申し上げます（1983年）
10. ぐでたま行進曲（2022年）
11. 夜の訪問者（2022年）
12. ヤバいね愛てえ奴は（2022年）
13. Good Times～あの空は何を語る（2022年）
14. あじさいのうた（1987年）
15. 鎌倉 On The Beach（2022年）
16. ハートせつなく（1991年）
17. スローハンドに抱かれて（Oh Love!!）（2022年）
18. じんじん（1991年）
19. いちょう並木のセレナーデ（1983年）
20. 私はピアノ（1980年）
サザンオールスターズの楽曲。
21. 初恋のメロディ（2022年）
22. いつでも夢を with 桑田佳祐（2002年）
1962年に発表された橋幸夫と吉永小百合の「いつでも夢を」のカバー。

### BONUS TRACK
※完全生産限定盤のみ追加収録。DVD版ではDisc 2として収録。
1. ヤバいね愛てえ奴は [Music Video]
2. 鎌倉 On The Beach [Music Video]
3. スローハンドに抱かれて（Oh Love!!） [Music Video]
4. Making of "婦人の肖像 (Portrait of a Lady)"

## 参加ミュージシャン
- 原由子（Vocal & Keyboards & Guitar）
- 桑田佳祐（Vocal）
- 斎藤誠（Guitar & Chorus）
- 小倉博和（Guitar）
- 角田俊介（Bass）
- 河村“カースケ”智康（Drums）
- 曽我淳一（Keyboards）
- 山本拓夫（Sax & Flute）
- 西村浩二（Trumpet）
- 金原千恵子（Violin）
- 笠原あやの（Cello）
- YUKA / 村石有香（Chorus）
- 角谷仁宣（Synth & Programming）

## 動画関連
- 原由子 – 6月7日発売 LIVE Blu-ray & DVD『スペシャルライブ2023 「婦人の肖像 (Portrait of a Lady)」 at 鎌倉芸術館』トレーラー映像 - YouTube
- サザン原 由子、初のソロライブ映像作品リリース決定!! ＃Shorts - YouTube
- 原由子 – 鎌倉 On The Beach［Live at 鎌倉芸術館, 2023］ - YouTube
- ＃原由子 「鎌倉 On The Beach (Live at 鎌倉芸術館, 2023)」 ＃初のライブ映像作品 ＃Shorts - YouTube
- 原由子 – あじさいのうた［Live at 鎌倉芸術館, 2023］ - YouTube
- ＃原由子 「あじさいのうた (Live at 鎌倉芸術館, 2023)」 ＃初のライブ映像作品 ＃Shorts - YouTube
- ＃原由子 「オモタイキズナ (Live at 鎌倉芸術館, 2023)」 ＃初のライブ映像作品 ＃Shorts - YouTube
- ＃原由子 「花咲く旅路 (Live at 鎌倉芸術館, 2023)」 ＃初のライブ映像作品 ＃Shorts - YouTube
- 原由子 – ヤバいね愛てえ奴は［Live at 鎌倉芸術館, 2023］ - YouTube